# Kamień celtycki

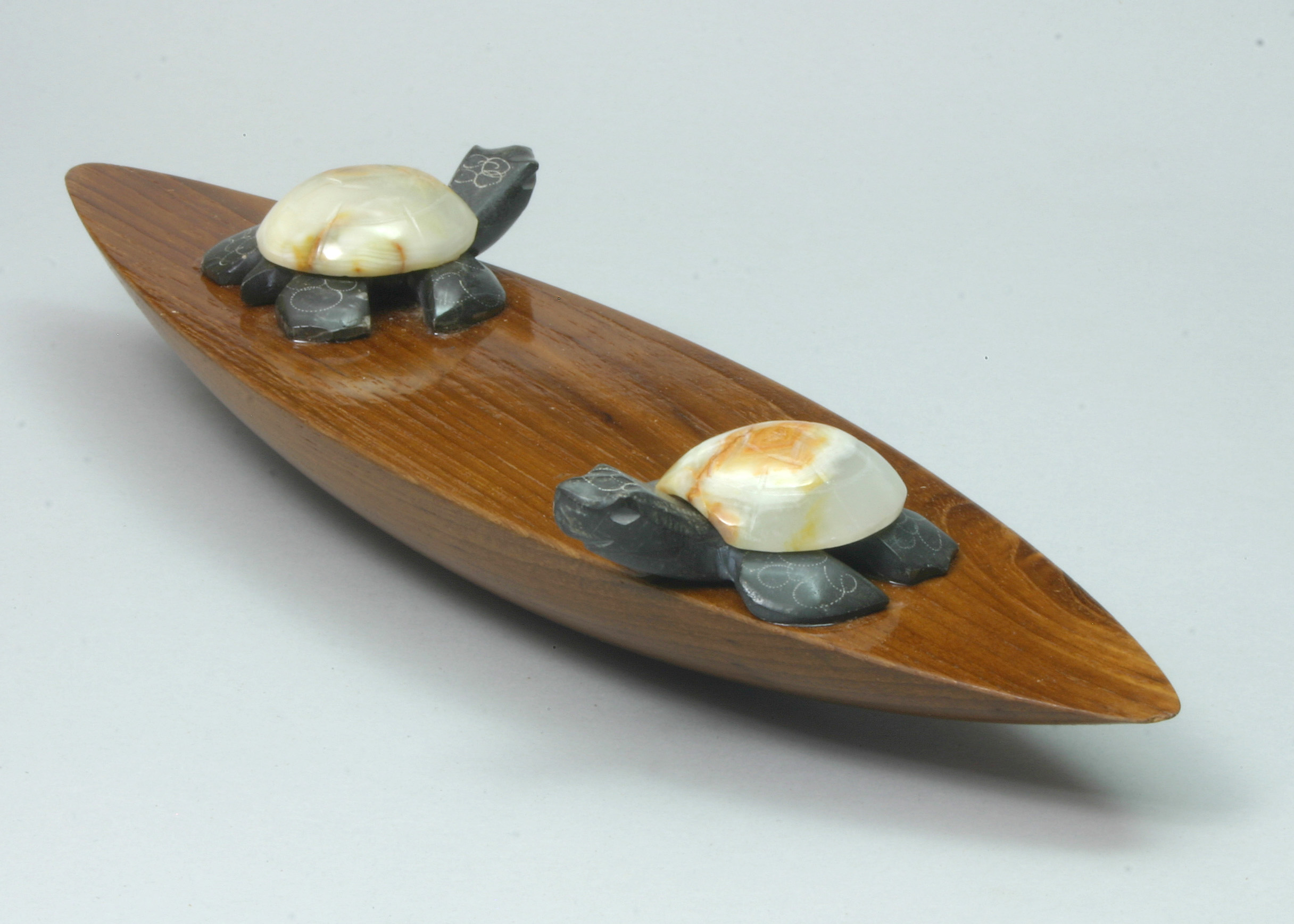
Ozdobny kamień celtycki. Żółwie zapewniają rozkład masy niesymetryczny względem osi kamienia.

Kamień celtycki – przedmiot o kształcie zbliżonym do elipsoidy. Położony na płaskiej powierzchni wprawiony w ruch obrotowy w jedną, ściśle określoną stronę, obraca się i zatrzymuje. Obrót w stronę przeciwną, powoduje szybsze zatrzymanie obrotu kamienia i wprawienie go w poprzeczne chybotanie, po czym kamień zaczyna obracać się w przeciwną stronę. 
Ruch kamienia celtyckiego wydaje się paradoksalny, ponieważ zmiana kierunku obrotu zdaje się przeczyć zasadzie zachowania momentu pędu.

## Historia
Za pierwsze poprawne opisy działania kamieni celtyckich uznaje się publikacje Gilberta Walkera z 1890 roku. Jednak publikacja Walkera jest określana jako zbyt trudna do zrozumienia. Znaczne zainteresowanie kamieniami celtyckimi nastąpiło w latach 70 i 80 XX w, w tym czasie opublikowano wiele prac koncentrujących się na symulacjach numerycznych fizyki kamieni celtyckich. W 1986 roku Herman Bondi opublikował prace uznane za dobrze opisujące zagadnienie. Dokładniejsze rozważania wraz z eksperymentalnym testowaniem modeli nad przyczyną zachowania się kamieni celtyckich przeprowadzili G. Kudra i J. Awrejcewicz w 2015 roku.

## Budowa i zasada działania
Już Walker zauważył, że zasadniczym czynnikiem budowy kamieni celtyckich wpływającym na ich niesymetryczne zachowanie się jest niezgodność kierunków osi krzywizny styku kamienia z podłożem oraz głównej osi bezwładności. Niezgodność kierunków tych osi uzyskuje się poprzez niesymetryczne profilowanie kamienia w miejscu styku z podłożem, albo poprzez rozkład masy niesymetrycznie do osi kamienia.
Wyjaśnienie zachowania kamieni wymaga przedstawienia wpływu tarcia na styku kamienia z podłożem. Przyjęcie punktowego styku i punktowej siły tarcia nie wyjaśnia poprawnie zachowania się kamienia. Wg prac Kurdy i Awrejcewicza założeniami modelu dającego w symulacjach numerycznych wyniki ruchu dobrze odpowiadające zachowaniu się rzeczywistego kamienia jest przyjęcie, że w każdym punkcie styku zachodzi tarcie zgodne z modelem Coulomba, kształt styku jest elipsą, a rozkład naprężeń na styku odpowiada prawu Hertza.